# Josef Koukl
Josef Koukl (ur. 8 listopada 1926 w Brnie, zm. 22 maja 2010 w Litomierzycach) – biskup litomierzycki w latach 1989–2003.
Młodość spędził w Brzecławiu gdzie jego ojciec był profesorem gimnazjum. Maturę zdał 1 lipca 1945 w Brnie. W latach 1945–1950 studiował na wydziale teologicznym w Pradze. 23 kwietnia 1950 przyjął święcenia kapłańskie. W lipcu 1950 został wikarym w Sokolovie. Następnie do 1953 pełnił służbę wojskową.
Od 1 marca 1954 był wikarym w katedrze św. Wita w Pradze. W sierpniu 1954 został administratorem parafii Stodůlky, a od 15 października 1958 do 1970 pracował Kladrubach koło Stříbra. Od 17 listopada 1970 pracował w Litomierzycach, gdzie został ojcem duchownym w seminarium. W marcu 1974 uzyskał w Pradze doktorat z teologii. Od września 1974 zaczął wykładać teologię moralną w Litomierzycach i został kanonikiem kapituły Wszystkich Świętych na Hradčanach.
26 lipca 1989 został mianowany biskupem litomierzyckim. Święcenia biskupie przyjął 27 sierpnia 1989. Jego hasło biskupie to „Deus caritas est“ („Bóg jest miłością“). 24 grudnia 2003 przeszedł na emeryturę.